# Липитинский ручей
Липитинский ручей — ручей, протекающий в восточной части Москвы, в Измайловском лесопарке, впадает в реку Серебрянку, является её правым притоком. В XVII веке длина ручья достигала 1,7 км, в недавнем прошлом русло простиралось не менее, чем на 2 км, на данный момент его длина составляет по разным данным от 0,8 до 1,1 км. Исторически ручей брал начало недалеко от пруда, расположенного на территории Измайловского совхоза декоративного садоводства, высота истока составляла 160 м над уровнем моря. В настоящее время верхняя часть ручья протекает в двухниточном подземном коллекторе, выполненного из сборных железобетонных труб диаметром по 1,2 м; ручей вытекает на поверхность в районе Измайловского проспекта (на его участке между 12-й и 14-й Парковыми улицами) и течёт в открытом русле в юго-западном направлении, пересекая лес. Раньше впадал в Просянский пруд, в настоящее время протекает через болотистый черноольшаник, который теперь находится на месте этого пруда. Поскольку главным источником питания ручья является ливневая канализация, после дождей и паводка вода в ручье загрязнена. Липитинский ручей, протекая через лес, образует небольшие островки. К водосборному бассейну Липитинского ручья относится также пруд в конце Измайловского проспекта. На современных схемах района Южное Измайлово гидронимом Липитинский ручей обозначен протяженный болотистый овраг в восточной части Измайловского лесного массива, проходящий параллельно Измайловскому проспекту и пересекающий Большой Купавенский проезд. Вдоль оврага проходит ЛЭП.
Гидроним Липитинский ручей пошёл от существовавшей в прошлом пары Липитинских прудов, находившихся в XVII веке в деревне Липитино.